# 町広光
町 広光（まち ひろみつ）は、室町時代後期から戦国時代にかけての公卿。町家3代当主。官位は正二位、権大納言。室町大納言と呼ばれる。

## 略歴
文安元年（1444年）、町藤光の子として誕生。文明元年（1469年）11月2日、参議となる。後に出家して忍寂と号した。子は全て出家・養子に出し、「我が家のことは執心なし。当時（現在）の様、断絶に如くべからず」として、町家を断絶させた。
永正元年（1504年）6月15日、薨去。広光の死後、町家は高辻家より養子をとって再興されたが、結局絶家となった。

## 系譜
- 父：町藤光
- 母：一色満直の娘
  - 弟：光什（?-1533）- 左大臣日野勝光養子、延暦寺、横川長吏、法性寺座主、日野別当、法務大僧正
  - 女子：（?-?）- 安禅寺比丘尼
  - 女子：（?-?）
- 生母不明の子女
  - 女子：（?-?）- 比丘尼、首坐、住能登国
  - 女子：（?-?）- 尼衆
  - 女子：（?-?）- 高辻章長の室
  - 女子：（?-?）- 近衛尚通家女房
  - 長男：広橋守光（1471-1526）- 広橋兼顕の養子になる。
  - 次男：兼継（?-?）- 広橋兼顕の養子になる。興福寺別当[1]。
  - 三男：晃円（?-?）- 興福寺別当[1]。
  - 養子：町資雄（資将）（1518-1555） - 父・高辻章長と母・町広光女の次男、正三位・権中納言